# پاسکال ووکین
پاسکال ووکین (انگلیسی: Pascal Vaudequin؛ زادهٔ ۲۲ سپتامبر ۱۹۶۶) بازیکن فوتبال اهل فرانسه است.
از باشگاه‌هایی که در آن بازی کرده‌است می‌توان به باشگاه فوتبال بوهمیان و باشگاه فوتبال شامروک روورز اشاره کرد.